# Sint-Martens-Latem
Sint-Martens-Latem ist eine Gemeinde mit 8208 Einwohnern (Stand 1. Januar 2024) in der belgischen Provinz Ostflandern. 1977 wurde der vormals eigenständige Ortsteil Deurle im Zuge einer landesweiten Gebietsreform eingemeindet.
Die Gemeinde hat den Beinamen „Künstlerdorf“ und ist die Wiege des flämischen Expressionismus. Die Häuser und Villen des Vorortes von Gent stehen inmitten von lichten Wäldern. 2021 wurde in Sint-Martens-Latem ein durchschnittliches Nettogehalt von 33.249 € angegeben; dies stellte den höchsten Wert Belgiens dar und lag 63,3 % über dem Landesdurchschnitt.
Nach dem Ort wurde die bekannte Latemer Schule benannt. Die durch Fluss, Wald und Weiden geprägte Landschaft inspirierte die Künstler. An den Ufern der Leie haben sich zahlreiche Maler, Bildhauer, Schriftsteller, Dichter und Musiker niedergelassen. Mehrere Museen (wie das Museum Dhondt Dhaenens) und Galerien locken die zahlreichen Besucher an.

## Einzelnachweise

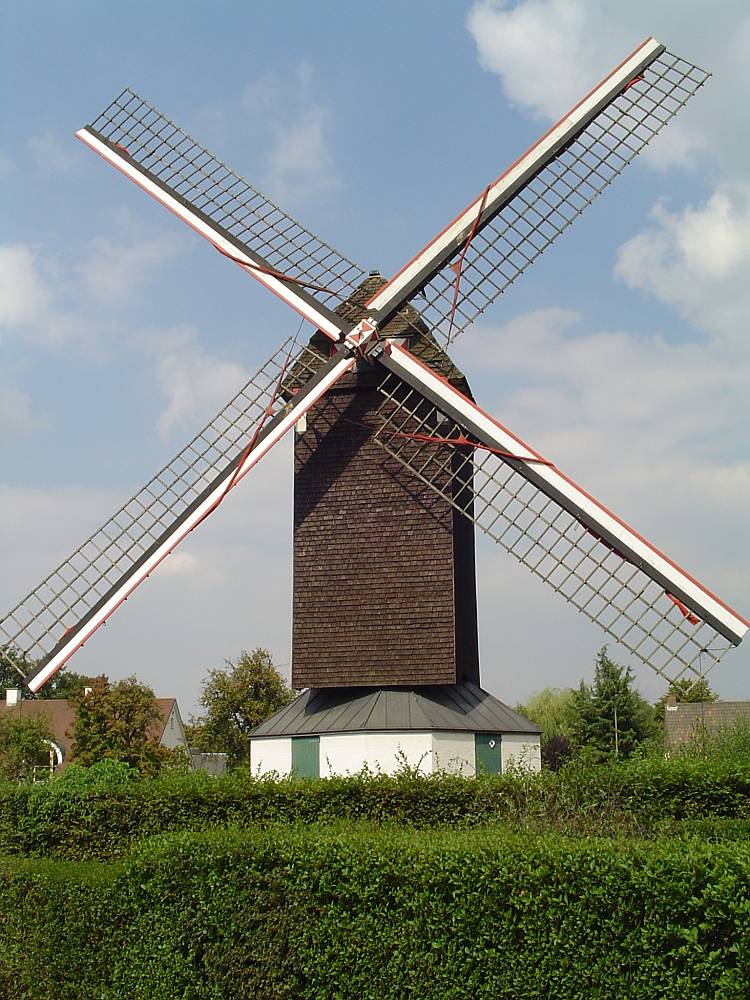
Windmühle von Latem